# Thetidia undulilinea
Thetidia undulilinea là một loài bướm đêm trong họ Geometridae.